# Zhanggongzhen (ort i Kina, Jiangxi Sheng, lat 28,36, long 116,18)
Zhanggongzhen är en ort i Kina. Den ligger i provinsen Jiangxi, i den sydöstra delen av landet, omkring 46 kilometer sydost om provinshuvudstaden Nanchang. Antalet invånare är 28 131. Befolkningen består av 13 671 kvinnor och 14 460 män. Barn under 15 år utgör 23,0 %, vuxna 15-64 år 67 %, och äldre över 65 år 8,0 %.
Runt Zhanggongzhen är det tätbefolkat, med 369 invånare per kvadratkilometer. Närmaste större samhälle är Jinxianxian, 8,3 km öster om Zhanggongzhen. Trakten runt Zhanggongzhen består till största delen av jordbruksmark.
Genomsnittlig årsnederbörd är 2 304 millimeter. Den regnigaste månaden är juni, med i genomsnitt 441 mm nederbörd, och den torraste är oktober, med 23 mm nederbörd.